# Dragoș Pîslaru
Dragoș Nicolae Pîslaru (n. 23 martie 1976, București, România) este un economist, profesor și cercetător în domeniul științelor economice, antreprenor și om politic român. Din 2019 este europarlamentar USR PLUS. A deținut funcția de ministru al Muncii, Familiei, Protecției Sociale și Persoanelor Vârstnice în guvernul Dacian Cioloș din 18 aprilie 2016 până în 4 ianuarie 2017. Ca deputat în Parlamentul European din partea USR PLUS, face parte din grupul europarlamentarilor Renew Europe. A fost membru al PLUS, iar ca urmare a congresului post-fuziune din cadrul USR PLUS, din 3 octombrie 2021 face parte din Biroul Național al formațiunii.
În calitate de europarlamentar, a fost co-raportor pentru Mecanismul de Redresare și Reziliență, care a stat la baza Planurilor Naționale de Redresare și Reziliență; a fost coordonator al Rezoluției Muncitorilor Transfrontalieri; co-sponsor al Rezoluției Garanția pentru Copii; raportor Renew Europe pentru Coordonarea Sistemelor de Securitate Socială în UE și pe programul de finanțare Invest EU etc. A fost președintele Comisiei pentru Muncă și Afaceri Sociale (EMPL) și membru în Comisia pentru Afaceri Economice și Monetare (ECON). A fost ales în 2020 cel mai influent europarlamentar pe probleme economice de organizația independentă VoteWatch.eu.

## Europarlamentar
Este de asemenea vicepreședinte al Intergrupului pentru Drepturile Copiilor, vicepreședinte al Intergrupului pentru relația cu Sindicatele și vicepreședinte al Intergrupului pentru Persoanele cu dizabilități.

### Dosare principale

#### 1. În Comisia de Afaceri Economice și Monetare (ECON) și Subcomisia pentru Afaceri Fiscale (FISC):
• Co-raportor al Parlamentului European pentru Mecanismul de Redresare și Reziliență, instrumentul de finanțare în valoare de 723,8 miliarde de euro al Planurilor Naționale de Redresare și Reziliență;
• Membru în grupul de lucru al Parlamentului European pentru monitorizarea implementării Mecanismului de Redresare și Reziliență;
• Co-raportor al Parlamentului European pentru Regulamentul privind Instrumentul de Asistență Tehnică (TSI);
• Raportor Renew Europe pentru Regulamentul pentru prevenirea spălării banilor și finanțării organizațiilor teroriste;
• Raportor Renew Europe pe Raportul anual pentru Banca Europeană de Investiții;
• Raportor Renew Europe pentru Directiva privind raportarea de către întreprinderi de informații privind durabilitatea (Corporate Sustainability Reporting);

#### 2. În Comisia de Muncă și Afaceri Sociale (EMPL):
• Coordonator Rezoluție Muncitori Transfrontalieri;
• Co-sponsor Rezoluție Garanția pentru Copii;
• Raportor pe Rezoluția pentru Tineri;
• Raportor Renew pe Coordonarea sistemelor de securitate socială la nivel European;
• Raportor Renew pe Instrumentul de Asistență temporară pentru reducerea riscurilor de șomaj în caz de urgență pentru prevenirea riscurilor cauzate de COVID-19.

##### 3. În Comisia de Industrie, Cercetare și Energie (ITRE):
• Membru în grupul de lucru Renew pentru Relația cu IMM-urile la nivel european;
• Raportor Renew pe programul de finanțare InvestEU;
• Raportor Renew pe Regulamentul privind identitatea digitală europeană EiDAS.
Activitatea în Comisia ITRE s-a încheiat în ianuarie 2022, odată cu alegerea în funcția de președinte al Comisiei EMPL.

## Activitatea politică
A deținut funcția de consilier de stat pe probleme economice în cancelaria prim-ministrului Dacian Cioloș (8 decembrie 2015 –18 aprilie 2016), participând la elaborarea bugetului, reprezentând România la negocierea aderării la OCDE, coordonând Comitetul interministerial de coordonare a ajutoarelor de stat etc.
În data de 18 aprilie 2016, Dragoș Pîslaru a fost numit în funcția de ministru al Muncii, Familiei, Protecției Sociale și Persoanelor Vârstnice, în contextul în care ministrul Ana Costea și-a dat demisia din funcție la 14 aprilie 2016. Mandatul său s-a încheiat la 4 ianuarie 2017.
În calitate de ministru la Ministerul Muncii, s-a concentrat pe revizuirea Legii salarizării unitare, reforma măsurilor active de ocupare a forței de muncă, crearea Registrului unic privat și public al salariaților prin reforma REVISAL, reforma inspecției sociale, debirocratizarea în relația cu cetățenii și implementarea Planului Național Anti-Sărăcie, lansând proiectul pilot al serviciilor comunitare integrate.
În 2019 a fost ales deputat în Parlamentul European din partea USR PLUS. Pe durata mandatului, a făcut parte din grupul Renew Europe. Din octombrie 2021, după fuziunea partidelor USR și PLUS, este membru al Biroului Național de conducere al USR PLUS. După fondarea partidului REPER, a trecut la acest partid. Nu a mai fost ales europarlamentar în 2024.

## Activitatea antreprenorială
Ca analist și expert în management de proiect și management instituțional, a fost implicat în unele proiecte, în special în ceea ce privește competitivitatea economică și dezvoltarea durabilă.
A fost administrator / manager general în cadrul companiei de consultanță strategică GEA Strategy & Consulting SA (decembrie 2006 – noiembrie 2015), specializată pe consultanță strategică pentru dezvoltare, atât pentru sectorul public, cât și pentru cel privat.